# Magnus Goodman
Magnus „Mike“ Goodman (* 18. März 1898 in Winnipeg, Manitoba; † 18. Juli 1991 in Dade City, Florida, USA) war ein kanadischer Eishockeyspieler und -trainer und Olympiasieger. Er spielte auf der Position des linken Flügelstürmers.

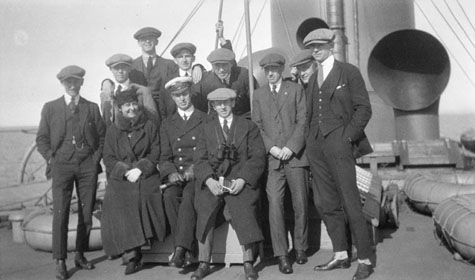
Mannschaftsfoto der Winnipeg Falcons vor der Abreise nach Antwerpen 1920

Bei den Olympischen Sommerspielen 1920 in Antwerpen gewann er mit der kanadischen Nationalmannschaft, die sich aus Spielern der Winnipeg Falcons zusammensetzte, die Goldmedaille im olympischen Eishockeyturnier. Im selben Jahr gewann er zudem mit den Falcons den Allan Cup. Später arbeitete er als Spielertrainer.

## Erfolge und Auszeichnungen
- 1920 Goldmedaille bei den Olympischen Sommerspielen
- 1920 Allan-Cup-Gewinner mit den Winnipeg Falcons